# Ловер-Морленд Тауншип (округ Монтгомері, Пенсільванія)
Ловер-Морленд Тауншип (англ. Lower Moreland Township) — селище (англ. township) в США, в окрузі Монтгомері штату Пенсільванія. Населення — 13 917 осіб (2020).

## Демографія
Згідно з переписом 2010 року, у селищі мешкали 12 982 особи в 4548 домогосподарствах у складі 3662 родин. Було 4775 помешкань
Расовий склад населення:
| - 88,2 % — білих - 8,9 % — азіатів - 1,0 % — чорних або афроамериканців - 0,1 % — вихідців з тихоокеанських островів - 0,1 % — корінних американців |

До двох чи більше рас належало 1,2 %. Частка іспаномовних становила 1,8 % від усіх жителів.
За віковим діапазоном населення розподілялося таким чином: 24,3 % — особи молодші 18 років, 56,5 % — особи у віці 18—64 років, 19,2 % — особи у віці 65 років та старші. Медіана віку мешканця становила 45,1 року. На 100 осіб жіночої статі у селищі припадало 92,0 чоловіків;  на 100 жінок у віці від 18 років та старших — 89,5 чоловіків також старших 18 років.
Середній дохід на одне домашнє господарство  становив 139 610 доларів США (медіана — 105 870), а середній дохід на одну сім'ю — 159 792 долари (медіана — 122 668). Медіана доходів становила 81 431 долар для чоловіків та 63 818 доларів для жінок. За межею бідності перебувало 4,0 % осіб, у тому числі 3,5 % дітей у віці до 18 років та 5,2 % осіб у віці 65 років та старших.
Цивільне працевлаштоване населення становило 6207 осіб. Основні галузі зайнятості: освіта, охорона здоров'я та соціальна допомога — 30,1 %, науковці, спеціалісти, менеджери — 17,8 %, роздрібна торгівля — 9,0 %, виробництво — 9,0 %.